# Jelenska Reber
Jelenska Reber – wieś w Słowenii, w gminie Litija. W 2018 roku liczyła 42 mieszkańców.